# Лаймстоун (Оклахома)
Лаймстоун (англ. Limestone) — переписна місцевість (CDP) в США, в окрузі Роджерс штату Оклахома. Населення — 804 особи (2020).

## Географія
Лаймстоун розташований за координатами 36°18′52″ пн. ш. 95°44′52″ зх. д. / 36.31444° пн. ш. 95.74778° зх. д. (36.314342, -95.747721).  За даними Бюро перепису населення США в 2010 році переписна місцевість мала площу 8,14 км², уся площа — суходіл.

## Демографія
Згідно з переписом 2010 року, у переписній місцевості мешкало 629 осіб у 221 домогосподарстві у складі 185 родин. Густота населення становила 77 осіб/км².  Було 227 помешкань (28/км²).
Расовий склад населення:
| - 76,5 % — білих - 6,7 % — корінних американців - 3,3 % — азіатів - 0,2 % — вихідців з тихоокеанських островів - 0,2 % — чорних або афроамериканців |

До двох чи більше рас належало 13,2 %. Частка іспаномовних становила 1,0 % від усіх жителів.
За віковим діапазоном населення розподілялося таким чином: 21,5 % — особи молодші 18 років, 61,6 % — особи у віці 18—64 років, 16,9 % — особи у віці 65 років та старші. Медіана віку мешканця становила 44,6 року. На 100 осіб жіночої статі у переписній місцевості припадало 103,6 чоловіків;  на 100 жінок у віці від 18 років та старших — 107,6 чоловіків також старших 18 років.
Середній дохід на одне домашнє господарство  становив 89 398 доларів США (медіана — 71 618), а середній дохід на одну сім'ю — 101 898 доларів (медіана — 78 594). За межею бідності перебувало 4,0 % осіб, у тому числі 0,0 % дітей у віці до 18 років та 10,0 % осіб у віці 65 років та старших.
Цивільне працевлаштоване населення становило 236 осіб. Основні галузі зайнятості: освіта, охорона здоров'я та соціальна допомога — 19,5 %, оптова торгівля — 13,1 %, виробництво — 13,1 %.